# Verzadiging (kleur)

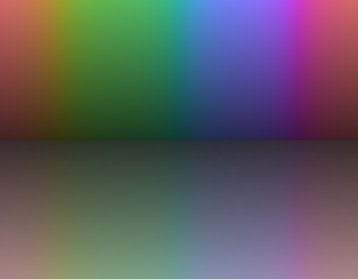
Een staal van kleuren met verloop van intensiteit en tint, in twee verzadigingen: 50% (bovenste helft) en 20% (onderste helft)

De verzadiging is een maat voor de zuiverheid van een kleur. Kleuren met een hoge verzadiging heten levendig, fel, helder of diep; kleuren met een lage verzadiging heten gedekt, flets of grauw. Monochromatisch licht heeft een verzadiging van 100%. Zwart-witbeelden (grijstinten) hebben een verzadiging van nul.
De verzadiging staat los van de tint (bijvoorbeeld rood tegenover groen) en de intensiteit (bijvoorbeeld donkergroen tegenover lichtgroen). In de HSV-kleurruimte staat de S voor de verzadiging. 
Laat μ de intensiteit zijn en R, G en B de genormaliseerde (dat wil zeggen waarden tussen 0 en 1) componenten van de RGB-kleurruimte, dan geldt voor de verzadiging:
{\displaystyle \sigma ={\sqrt {(R-\mu )^{2}+(G-\mu )^{2}+(B-\mu )^{2} \over 3}}}